# Contea di Wayne (Pennsylvania)
La contea di Wayne (in inglese Wayne County) è una contea dello Stato della Pennsylvania, negli Stati Uniti. La popolazione al censimento del 2000 era di 47 722 abitanti. Il capoluogo di contea è Honesdale